# Język eniecki
Język eniecki, także: enecki, jenisej-samojedzki (Онэй база) – język z grupy języków samojedzkich (rodzina uralska), używany na Półwyspie Tajmyrskim w Kraju Krasnojarskim. Jest językiem zanikającym; posługuje się nim mała część populacji enieckiej na terenie Federacji Rosyjskiej (jego użytkownicy to osoby w podeszłym wieku). Dzieli się na dwie odmiany o niskim poziomie wzajemnej zrozumiałości.